# Velvičija
Velvičija (lat. Welwitschia), jedini rod gnetophyta u redu Welwitschiales sa samo jednom vrstom Welwitschia mirabilis koja raste u suhim krajevima na malenom obalnom i priobalnom području Angole i Namibije, u pustinji Namib.
Rod je dobio ime po austrijskom botaničaru Friedrichu Welwitschu. Biljka se sastoji od korijenja, niske stabljike i dva stalna kožasta lista koji se, kako rastu, pružaju po tlu i s vremenom trgaju na uže trake. 
Najveći primjerak zabilježen je u planinama Messum visok 1.8 metara, a drugi na Welwitschia Flatsu kod rijeke Swakop, visok 1.2 metara i širok 8.7 metara. Životni vijek biljke je između 400 i 1500 godina.

## Opis
Welwitschia, (Welwitschia mirabilis), također nazvana tumboa, neobična je biljka golosjemenjača koja je jedini član gnetofita iz poorodice  Welwitschiaceae. Welwitschia se nalazi samo u pustinji Namib u jugozapadnoj Africi blizu obale Angole i Namibije, kao i u unutrašnjosti do oko 150 km. To je geografski najograničenija vrsta gnetofita i ne sliči ni jednoj drugoj poznatoj biljci na svijetu. Neki pojedinačni primjerci procijenjeni su na 1500 do 2000 godina. Vrsta je pretrpjela štetu zbog pretjeranog skupljanja drva za ogrjev i muzejskih primjeraka u prošlosti, a sada je zaštićena zakonom. Neki izvori navode je kao ugroženu vrstu.
Welwitschia pomalo podsjeća na veliku repu. Biljka ima dubok glavni korijen, koji se može protezati prema dolje 1,5 metara ili više prije nego što se podijeli na brojne tanke korijene. S obzirom na sušnost Namiba, područja koje često prima manje od 25 mm kiše godišnje, smatra se da glavni korijen mora imati pristup zalihama vode koje nisu dostupne drugim biljkama u pustinji. Stabljika u obliku stošca, promjera oko 60 do 120 cm i strši oko 30 cm iznad tla, kratka je široka krošnja. Često je razgranat u tri točke rasta i uglavnom je skriven parom trakastih listova biljke.
Trajni par širokih plosnatih listova raste tijekom cijelog života biljke, ali se zadržavaju na oko 3 metra (gotovo 10 stopa) duljine zbog erozije vrhova vrućim pijeskom. Listovi se održavaju bazalnim meristemom brzinom od 8 do 15 cm godišnje. Listovi kod starih biljaka postaju rascijepljeni i izlizani, često se pojavljuju kao više listova umjesto dva. Prijavljeno je da list jednog diva ima neprekinutu širinu od 1,8 metara i duljinu od 6,2 metra, od čega je 3,7 metara živo tkivo. Osim ovih, jedini listovi koji se proizvode tijekom života biljke su par kotiledona (listovi sjemena), koji općenito venu manje od 18 mjeseci nakon što sjeme proklija, i par neupadljivih listova nalik ljuskama koji štite vrh stabljike.
Ne zna se sa sigurnošću kako biljka s golemim lišćem kao što je velvičija može postojati u pustinji i vršiti fotosintezu ako puči (stoma, pore) lista ostanu otvorene tijekom dnevne vrućine. Smatra se da se pustinjska voda (otprilike za 100 dana kratke jutarnje magle) može nakupiti na lišću i ući u njih, iako taj proces nikada nije dokazan. Pokazalo se da se ugljični dioksid apsorbira tijekom dnevnih sati kroz otvorene puči, što dovodi do ogromnog gubitka vode transpiracijom u svrhu hlađenja površine lista.
Kao i kod drugih golosjemenjača, razmnožava se Češerima, a ne cvjetovima. Staminatni (muški) i ovulatni (ženski) češeri rastu u prstenu iznad lišća. Staminatni češeri morfološki su složeni, a svaka ljuska obuhvaća cvjetni kompleks koji se sastoji od šest struktura sličnih prašniku koje nose mikrosporangije i okružuju rudimentarnu nefunkcionalnu ovulu. Ovi reproduktivni organi povezani su s malim nizom ljuskica koje su površno slične perijantu cvjetnica. Ovulirani češeri su jednostavniji, a svaka ljuska obuhvaća jednu ovulu i dvije male ljuske.

## Podvrsta
- Welwitschia mirabilis subsp. namibiana Leuenb.

## Vernakularni i narodni nazivi
welwitschia, tumboa, n'tumbo, tweeblaarkanniedood, !kharos, nyanka, khurub, onyanga (na jeziku Herero)

## Galerija
- Welwitschia mirabilis i čovjek u usporedbi
- u pšrirodnom staništu
- mlada biljka
- u botaničkom vrtu u Poznańu,
- sjeme
- Welwitschia mirabilis - Museum specimen